# Margriet Heymans
Margaretha Hendrikus Gerardus Maria (Margriet) Heymans ('s-Hertogenbosch, 29 oktober 1932 – aldaar, 27 juli 2023) was een Nederlandse kinderboekenschrijfster en illustratrice.

## Loopbaan
Zij ging naar de school voor kunst en kunstnijverheid in Den Bosch. Haar eerste prentenboek Het poppenfeest (1971), een omkeerboek, schreef en illustreerde ze samen met haar zus Annemie Heymans. Voor haar tweede boek Hollidee de circuspony (1972), kreeg ze een Gouden Penseel. Haar talent als schrijfster wordt ook gewaardeerd. Zo ontving ze de Woutertje Pieterse Prijs en een Zilveren Griffel voor Lieveling, boterbloem (1988). Op de vraag welke dieren ze niet kan tekenen antwoordt ze: "Paarden. Ze zijn niet lomp genoeg; ze zijn te perfect. Ik kan ponies tekenen, omdat dat monsters zijn, maar paarden zijn te mooi. Ik kan ze niet tekenen."
Heymans overleed op 90-jarige leeftijd.

## Onderscheidingen
- 1985 - Zilveren Penseel voor Jipsloop
- 1989 - Zilveren Griffel voor Lieveling, boterbloem
- 1989 - Woutertje Pieterse Prijs voor Lieveling, boterbloem
- 1998 - Gouden penseel voor De wezen van Woesteland
- 2007 - Nienke van Hichtum-prijs voor Diep in het bos van Nergenda